# Pulitzer-Preis 1969
Der Pulitzer-Preis 1969 war die 53. Verleihung des renommierten US-amerikanischen Literaturpreises. Es wurden Preise in 16 Kategorien im Bereich Journalismus und dem Bereich Literatur, Theater und Musik vergeben.
Die Jury des Pulitzer-Preises bestand aus 13 Personen, unter anderem Joseph Pulitzer, Enkel des Pulitzer-Preis-Stifters und Herausgeber des St. Louis Post-Dispatch und Andrew W. Cordier, Präsident der Columbia-Universität.

## Preisträger
| Kategorie                                                                                                   | Preisträger                                                  | Begründung |
| --- | ------------------------------------------------------------ | --- |
| Dienst an der Öffentlichkeit (Public Service)                                                               | Los Angeles Times                                            | Preis verliehen für die Aufdeckung von Fehlverhalten in der Stadtverwaltung von Los Angeles.                                                                           |
| Allgemeine Lokalnachrichten oder Berichte von aktuellen Schauplätzen (Local General or Spot News Reporting) | John Fetterman, Louisville Times and Courier-Journal         | Preis verliehen für den Artikel mit dem Titel Pfc. Gibson Comes Home, der die Geschichte der Rückführung der Leiche eines im Vietnamkrieg gefallenen Soldaten erzählt. |
| Lokaler investigativer Spezialjournalismus (Local Investigative Specialized Reporting)                      | Albert L. Delugach und Denny Walsh, St. Louis Globe-Democrat | Preis verliehen für die Kampagne gegen Machtmissbrauch in der St. Louis Steamfitters Union.                                                                            |
| Berichterstattung im Inland (National Reporting)                                                            | Robert Cahn, The Christian Science Monitor                   | Preis verliehen für die Artikel über die Zukunft der Nationalparks und Möglichkeiten der Erhaltung.                                                                    |
| Auslandsberichterstattung (International Reporting)                                                         | William Tuohy, Los Angeles Times                             | Preis verliehen für die Kriegsberichterstattung über den Vietnamkrieg.                                                                                                 |
| Leitartikel (Editorial Writing)                                                                             | Paul Greenberg, Pine Bluff Commercial                        | Preis verliehen für Leitartikel im Laufe des Jahres. |
| Karikatur (Editorial Cartooning)                                                                            | John Fischetti, Chicago Daily News                           | Preis verliehen für die Karikaturen im Jahr 1968. |
| Fotoberichterstattung von aktuellen Schauplätzen (Spot News Photography)                                    | Edward T. Adams, Associated Press                            | Preis verliehen für die Fotografie mit dem Titel Saigon Execution. |
| Feature-Fotoberichterstattung (Feature-Photography)                                                         | Moneta Sleet Jr., Ebony Magazine                             | Preis verliehen für die Fotografie der Witwe mit Kind von Martin Luther King auf der Beerdigung.                                                                       |

| Kategorie                                                   | Preisträger |
| ----------------------------------------------------------- | --- |
| Belletristik (Fiction)                                      | House Made of Dawn (dt. Titel: Haus aus Morgendämmerung) von N. Scott Momaday                                              |
| Theater (Drama)                                             | The Great White Hope von Howard Sackler                                                                                    |
| Geschichte (History)                                        | Origins of the Fifth Amendment von Leonard W. Levy                                                                         |
| Biographie oder Autobiographie (Biography or Autobiography) | The Man From New York: John Quinn and His Friends von Benjamin Lawrence Reid                                               |
| Dichtung (Poetry)                                           | Of Being Numerous von George Oppen                                                                                         |
| Sachbuch (General Nonfiction)                               | So Human An Animal (dt. Titel: Der entfesselte Fortschritt. Programm für eine menschliche Welt) von René Jules Dubos       |
| Sachbuch (General Nonfiction)                               | The Armies Of The Night (dt. Titel: Heere aus der Nacht. Geschichte als Roman. Der Roman als Geschichte) von Norman Mailer |
| Musik (Music)                                               | String Quartet No. 3 von Karel Husa                                                                                        |